# Бен-Юссеф, Фахреддин
Фахреддин Бен-Юссеф (араб. فخر الدين بن يوسف‎; родился 21 июня 1991, Тунис, Тунис) — тунисский футболист, вингер саудовского клуба «Аль-Иттифак» и сборной Туниса. Участник чемпионата мира 2018 года.

## Клубная карьера

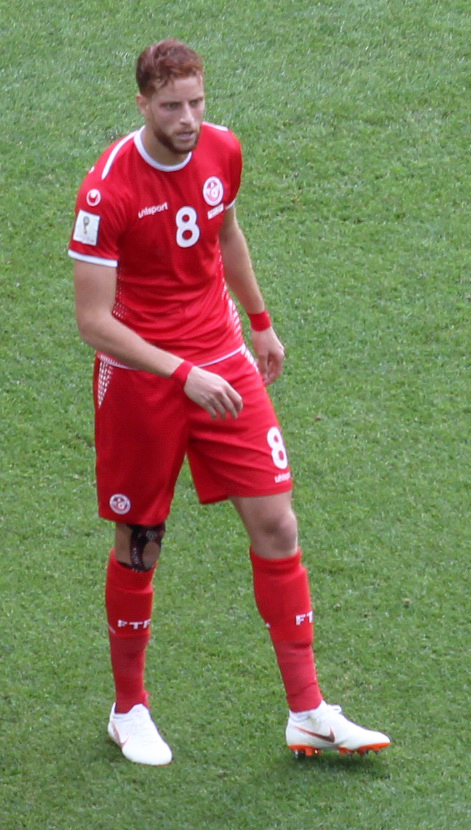
Бен-Юссеф в составе сборной Туниса

Бен-Юссеф начал карьеру в клубе «Сфаксьен». В 2012 году в матче против «Ла-Марсы» он дебютировал в чемпионате Туниса. 20 мая в поединке против «Джарджиса» Фахреддин забил свой первый гол за «Сфаксьен». В 2013 году он помог клубу выиграть чемпионат. В начале 2015 года Бен-Юссеф перешёл во французский «Мец». 18 апреля в матче против «Ланса» он дебютировал в Лиге 1.
Летом 2015 года Бен-Юссеф в поисках игровой практики вернулся на родину в «Эсперанс». 16 сентября в матче против «Ла-Марса» он дебютировал за новый клуб. 14 октября в поединке против «Клуб Африкэн» Фахреддин забил свой первый гол за «Эсперанс». В 2016 году он вновь выиграл чемпионат.
В начале 2018 года Бен-Юссеф перешёл в саудовский «Аль-Иттифак». 3 февраля в матче против «Аль-Фатеха» он дебютировал в чемпионате Саудовской Аравии. 10 февраля в поединке против «Аль-Фейхи» Фахреддин забил свой первый гол за «Аль-Иттифак».

## Международная карьера
14 ноября 2012 года в товарищеском матче против сборной Швейцарии Бен-Юссеф дебютировал за сборную Туниса. 30 декабря в поединке против сборной Ирака он забил свой первый гол за национальную команду. В 2013 году Фахреддин принял участие в турнире. Он провел на поле три встречи группового этапа против сборных Кот-д’Ивуара, Того и Алжира.
В 2018 году Хазри принял участие в чемпионате мира в России. На турнире он сыграл в матча против команд Англии, Бельгии и Панамы. В поединке против панамцев Фахреддин отметился забитым мячом.

### Голы за сборную Туниса
| #   | Дата             | Место                                       | Противник    | Счёт | Результат | Соревнование                     |
| --- | ---------------- | ------------------------------------------- | ------------ | ---- | --------- | -------------------------------- |
| 01. | 30 декабря 2012  | Шарджа Стэдиум, Шарджа, ОАЭ                 | Ирак         | 2:0  | 2:1       | Товарищеский матч                |
| 02. | 8 июня 2013      | Национальный стадион, Фритаун, Сьерра-Леоне | Сьерра-Леоне | 2:2  | 2:2       | Чемпионат мира 2014 квалификация |
| 03. | 10 сентября 2014 | 30 июня, Каир, Египет                       | Египет       | 0:1  | 0:1       | Кубок Африки 2015 квалификация   |
| 04. | 12 июня 2015     | Олимпийский стадион, Радес, Тунис           | Джибути      | 6:1  | 8:1       | Кубок Африки 2017 квалификация   |
| 05  | 28 мая 2018      | Брага Мунисипал, Брага, Португалия          | Португалия   | 2:2  | 2:2       | Товарищеский матч                |
| 6.  | 28 июня 2018     | Мордовия Арена, Саранск, Россия             | Панама       | 1:1  | 1:2       | Чемпионат мира 2018              |

## Достижения
Командные
 «Сфаксьен»
- Чемпионат Туниса по футболу — 2012/13
- Обладатель Кубка конфедерации КАФ — 2013

 «Эсперанс»
- Чемпионат Туниса по футболу — 2016/17
- Победитель Арабской лиги чемпионов — 2017
- Обладатель Кубка Туниса — 2016